# Axayacatl
Axayacatl byl aztécký vládce, který vládl v letech 1469–1481. V jazyce nahuatl jeho jméno znamená Vodní tvář.

Roku 1473 si podrobil sousední městský stát Tlatelolco.